# ...Little Broken Hearts
...Little Broken Hearts è il quinto album in studio della cantautrice statunitense Norah Jones,  che è stato pubblicato il 25 aprile 2012 in Giappone e, successivamente, in tutto il resto del mondo dalle etichette discografiche EMI, Blue Note Records e Parlophone.
Nei primi sei mesi del 2012, l'album ha venduto 309 000 copie negli Stati Uniti.
La copertina dell'album si ispira al poster del film Mudhoney, diretto nel 1965 da Russ Meyer.

## Tracce
1. Good Morning (Norah Jones, Brian Burton) - 3:17[7]
2. Say Goodbye (Norah Jones, Brian Burton) - 3:27[7]
3. Little Broken Hearts (Norah Jones, Brian Burton) - 3:12[7]
4. She's 22 (Norah Jones, Brian Burton) - 3:10[7]
5. Take It Back (Norah Jones, Brian Burton) - 4:06[7]
6. After the Fall (Norah Jones, Brian Burton)  - 3:42[7]
7. 4 Broken Hearts (Norah Jones, Brian Burton) - 2:59[7]
8. Travelin' On (Norah Jones, Brian Burton) - 3:06[7]
9. Out On the Road (Norah Jones, Brian Burton) - 3:28[7]
10. Happy Pills (Norah Jones, Brian Burton) - 3:34[7]
11. Miriam (Norah Jones, Brian Burton) - 4:25[7]
12. All a Dream (Norah Jones, Brian Burton) - 6:30[7]

## Classifiche
| Classifica (2012) | Posizione massima |
| ----------------- | ----------------- |
| Australia         | 5                 |
| Austria           | 1                 |
| Belgio (Fiandre)  | 1                 |
| Belgio (Vallonia) | 2                 |
| Canada            | 2                 |
| Croazia           | 5                 |
| Danimarca         | 2                 |
| Finlandia         | 7                 |
| Francia           | 2                 |
| Germania          | 3                 |
| Giappone          | 5                 |
| Grecia            | 13                |
| Irlanda           | 12                |
| Italia            | 3                 |
| Messico           | 53                |
| Norvegia          | 3                 |
| Nuova Zelanda     | 11                |
| Paesi Bassi       | 3                 |
| Polonia           | 5                 |
| Portogallo        | 15                |
| Regno Unito       | 4                 |
| Repubblica Ceca   | 3                 |
| Stati Uniti       | 2                 |
| Spagna            | 11                |
| Svezia            | 4                 |
| Svizzera          | 1                 |
| Ungheria          | 10                |

## Pubblicazione
| Paese       | Data           | Etichetta Discografica        |
| ----------- | -------------- | ----------------------------- |
| Giappone    | 25 aprile 2012 | EMI                           |
| Australia   | 27 aprile 2012 | EMI                           |
| Germania    | 27 aprile 2012 | EMI                           |
| Italia      | 27 aprile 2012 | EMI                           |
| Francia     | 30 aprile 2012 | EMI                           |
| Regno Unito | 30 aprile 2012 | Blue Note Records, Parlophone |
| Stati Uniti | 1º maggio 2012 | Blue Note Records             |